# クリスティアン・フォン・ステーヴェン

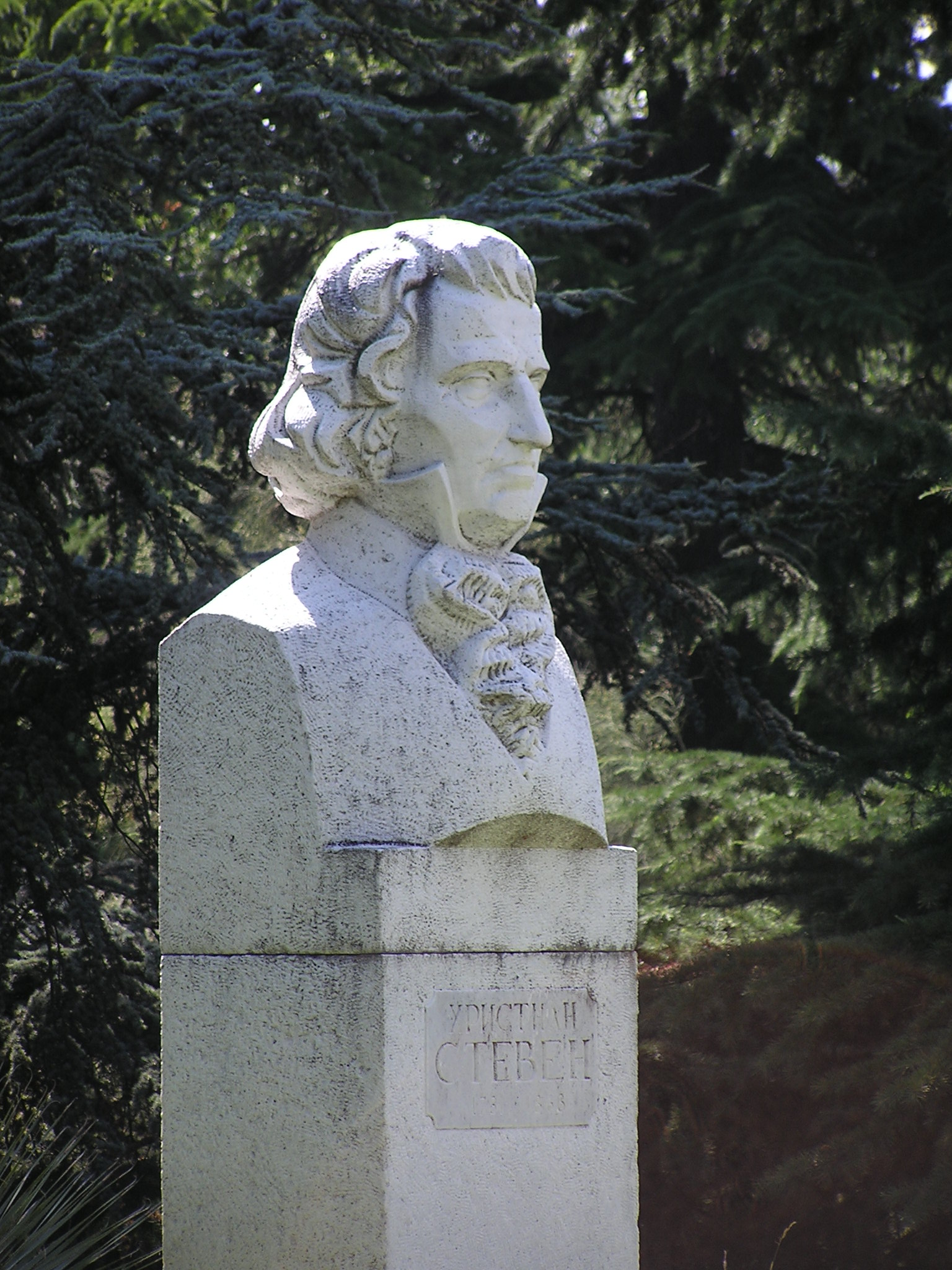
ニキタ植物園のステーヴェンの胸像

クリスティアン・フォン・ステーヴェン（Christian von Steven、ロシア語表記、Христиан Христианович Стевен （ロシア語表記のラテン訳、Kristian Kristianovitch Steven、1781年1月19日 - 1863年4月30日）は、スウェーデン系のロシアの植物学者、昆虫学者である。クリミアで働いた。

## 略歴
現在のフィンランドのフレデリクスハムンの上級役人の家に生まれた。第二次ロシア・スウェーデン戦争の結果、フィンランドがスウェーデン領からロシア領になる時代にステーヴェンは生涯をおくった。家庭で教育を受けた後、ユトレヒト大学、オーボ大学で医学を学んだ。1795年にサンクトペテルブルクの医学研究所に入るが、植物学に転じ、隠花植物の研究で学位を得た。コーカサスの植物を研究した博物学者でもあるビーベルシュタイン男爵（Friedrich August Marschall von Bieberstein）と知り合い、1800年から1806年の間、コーカサスの探検の助手を務めることになった、ヴォルガ川を越えてドイツ人殖民の村で養蚕の技術を見聞し、植物を収集しながら、グルジア人やタタール人の支配する危険な地域を旅した。鉱物学者で植物収集家のムシン＝プーシキン（Apollo Mussin-Pushkin）と出会い、行動を共にすることもあった。この旅行の記録はモスクワ帝立博物学者協会によって出版された。
1806年にロシアの養蚕の監督者に任命され、クリミアに赴任した。1807年にシンフェロポリに居を定め、各地のドイツ人やブルガール人の集落を視察した。『ロシア帝国の諸地域の旅』(Reise durch verschiedene Provinzen des Russischen Reichs)を著述するペーター・ジーモン・パラスを訪れたこともある。この間収集した植物や昆虫の標本を定期的にサンクトペテルブルクに送った。
1812年クリミアのニキタに植物園の設立に協力し、1824年まで園長を務めた。ニキタ植物園には皇帝アレクサンドル1世が2度訪れ、ステーヴェンは助成金を得て、ヨーロッパ各地で研究旅行を行った。1820年にウィーン、ドイツ、スイス、北イタリアをめぐり、各地の植物園を視察し、多くの学者たちと交流した。
1860年に2,500種に及ぶ植物標本をヘルシンキ大学（Imperial Alexander University）に寄贈し、また標本の一部はモスクワ大学の標本館に保管されている。

## 著作
- Monographia Pedicularis, 1822
- Verzeichnis der auf der taurischen Halbinsel wildwachsenden Pflanzen, 1856–1857